# 彼爾姆安卡足球俱樂部
彼爾姆安卡足球俱樂部（俄語：Футбо́льный клуб "Амка́р" Пермь，簡稱：阿馬卡）是俄羅斯職業足球聯賽中的一支球隊，位於彼爾姆邊疆區首府彼爾姆，同時也是歐洲各國頂級聯賽中最東邊的一支球隊。球隊曾於2018年解散，但2020年又再度重新建立。

## 球隊歷史
安卡是由一群彼爾姆礦肥工廠的員工所創立的，球隊於1993年5月5日組成，並於1994年12月6日完成註冊，這天也成為安卡的官方生日。隔年，安卡便奪下了彼爾姆州的冠軍，並於1995年成為職業球會，加入俄羅斯足球甲級聯賽。2003年安卡在俄甲拿下冠軍，隔年升級進入俄超，至目前仍未降級。2008年安卡拿下隊史以來最佳成績俄超第四，並因此首次獲得參與歐戰資格。安卡在2009年參加了歐洲足球聯賽，但最後在小組資格附加賽中輸給了該屆亞軍富勒姆，無緣進入小組賽。

## 球隊紀錄
俄超中最高名次：第4 (2008球季) 

歐戰中最高名次：歐洲足球聯賽小組資格附加賽 (2009/10年) 

俄羅斯杯最高名次：亞軍 (2007/08年) 

比數最大勝場：8:1 (1995年與馬格尼托哥爾斯克的比賽) 

比數最大負場：0:6 (2004年與莫斯科斯巴達克的比賽) 

出場最多球員：雅列克謝‧波波夫 (1996年至今共為安卡出賽418場) 

進球最多球員：康斯坦丁‧帕拉莫諾夫 (1996~2008年共為安卡踢進171球)

## 現役球員
註釋：國旗表示球員在國際足聯資格規則定義的國家隊。球員可能擁有一個以上非國際足聯國籍。
| 號碼 |            | 位置 | 球員                  |
| ---- | ---------- | ---- | --------------------- |
| 1    | 俄罗斯     | 门将 | 羅曼‧蓋魯斯           |
| 3    | 塞尔维亚   | 后卫 | 尼可拉‧米亞伊洛維奇   |
| 5    | 俄罗斯     | 中场 | 維他利‧葛利新         |
| 6    | 塞尔维亚   | 中场 | 馬爾柯‧布拉日奇       |
| 7    | 保加利亚   | 中场 | 喬奇‧佩夫             |
| 8    | 俄罗斯     | 前锋 | 謝爾蓋‧沃柯夫         |
| 11   | 蒙特內哥羅 | 前锋 | 拉多米爾·賈洛維奇     |
| 13   | 蒙特內哥羅 | 中场 | 米塔爾‧諾瓦柯維奇     |
| 14   | 保加利亚   | 后卫 | 薩哈里‧希拉科夫       |
| 15   | 塞尔维亚   | 中场 | 普雷德拉哥‧米基奇     |
| 17   | 爱沙尼亚   | 中场 | 康斯坦汀‧瓦希耶夫     |
| 18   | 俄罗斯     | 前锋 | 尼基塔‧布爾米斯托洛夫 |
| 19   | 俄罗斯     | 中场 | 亞歷山大‧柯洛梅特謝夫 |

| 號碼 |            | 位置 | 球員                       |
| ---- | ---------- | ---- | -------------------------- |
| 20   | 俄罗斯     | 后卫 | 阿提歐姆‧摩洛特索夫        |
| 21   | 俄罗斯     | 后卫 | 德米特里‧貝洛魯柯夫 (隊長) |
| 23   | 俄罗斯     | 后卫 | 伊凡‧切倫奇柯夫            |
| 24   | 哈萨克斯坦 | 后卫 | 亞列克謝‧波波夫            |
| 25   | 乌克兰     | 后卫 | 謝爾蓋‧加拉許琴科          |
| 26   | 斯洛伐克   | 前锋 | 馬汀‧亞庫布科              |
| 29   | 蒙特內哥羅 | 后卫 | 尼曼雅‧米優許科維奇        |
| 31   | 波兰       | 后卫 | 雅库布·瓦夫日尼亚克        |
| 42   | 俄罗斯     | 门将 | 謝爾蓋‧納魯賓              |
| 43   | 俄罗斯     | 前锋 | 耶夫格尼‧秋卡洛夫          |
| 50   | 俄罗斯     | 后卫 | 米凱爾‧斯米爾諾夫          |
| 83   | 俄罗斯     | 后卫 | 喬奇‧德希奧耶夫            |

### 外借球員
註釋：國旗表示球員在國際足聯資格規則定義的國家隊。球員可能擁有一個以上非國際足聯國籍。
| 號碼 |          | 位置 | 球員                                      |
| ---- | -------- | ---- | ----------------------------------------- |
|      | 俄罗斯   | 中场 | 安德烈‧謝克列托夫（租借至奧倫堡加索維克） |
|      | 克罗地亚 | 中场 | 約希普‧科涅惹維奇（租借至阿拉木圖凱拉特） |

### 儲備球員
註釋：國旗表示球員在國際足聯資格規則定義的國家隊。球員可能擁有一個以上非國際足聯國籍。
| 號碼 |        | 位置 | 球員                  |
| ---- | ------ | ---- | --------------------- |
| 10   | 俄罗斯 | 中场 | 安德烈‧托普楚         |
| 34   | 俄罗斯 | 后卫 | 伊爾雅‧克里奇瑪       |
| 35   | 俄罗斯 | 门将 | 安德烈‧丹尼洛夫       |
| 36   | 俄罗斯 | 中场 | 亞歷山大‧謝爾         |
| 40   | 俄罗斯 | 中场 | 伊格爾‧帕德林         |
| 44   | 俄罗斯 | 后卫 | 尼基塔‧彼爾姆雅科夫   |
| 45   | 俄罗斯 | 中场 | 亞列克謝‧斯克沃特索夫 |
| 46   | 俄罗斯 | 前锋 | 亞歷山大‧蘇伯汀       |
| 47   | 俄罗斯 | 中场 | 安東‧羅馬南科         |
| 49   | 俄罗斯 | 前锋 | 提摩費‧希洛汀         |
| 51   | 俄罗斯 | 门将 | 伊格爾‧斯特帕諾夫     |
| 55   | 俄罗斯 | 中场 | 馬克希姆‧勞卡         |
| 61   | 俄罗斯 | 门将 | 米凱爾‧歐帕林         |

| 號碼 |          | 位置 | 球員                  |
| ---- | -------- | ---- | --------------------- |
| 66   | 俄罗斯   | 中场 | 阿圖爾‧里亞伯科比蘭科 |
| 70   | 俄罗斯   | 中场 | 德米特里‧科茲洛夫     |
| 71   | 俄罗斯   | 后卫 | 弗亞切斯拉夫‧巴提爾   |
| 73   | 俄罗斯   | 后卫 | 布拉揚‧伊多夫         |
| 77   | 格鲁吉亚 | 后卫 | 祖拉布‧特希斯卡利澤   |
| 84   | 俄罗斯   | 中场 | 丹尼爾‧科奇金         |
| 86   | 俄罗斯   | 中场 | 阿提歐姆‧瓦希耶夫     |
| 92   | 俄罗斯   | 中场 | 耶夫格尼‧魯達科夫     |
| 93   | 俄罗斯   | 中场 | 耶夫格尼‧斯莫洛丁     |
| 95   | 俄罗斯   | 中场 | 弗拉迪斯拉夫‧述斯托夫 |
| 97   | 俄罗斯   | 前锋 | 安德烈‧安德利耶夫斯基 |

## 知名球員
粗體字代表該名球員現在仍然效力於安卡。

| 俄羅斯 - 弗拉迪米爾‧加布洛夫 - 羅曼‧沃洛布約夫 - 康斯坦丁·齊里亞諾夫 前蘇聯各國 - 阿爾伯特‧薩爾基相 - 巴安尼米亞·舒巴希奇 - 維他‧布里加 - 瓦希里‧科穆托夫斯基 - 安德烈‧拉夫里克 - 康斯坦汀‧瓦希耶夫 | - 亞列克謝‧波波夫 - 阿爾吉斯·揚考斯卡斯 - 格納迪‧歐列克希奇 - 弗亞切斯拉夫‧克連戴爾約夫 - 維他利‧費多利夫 - 烏美‧亞利多多夫 - 亞歷山大‧沙雲 歐洲 - 沙米爾‧梅基奇 - 馬汀‧庫謝夫 - 喬奇‧佩夫 | - 薩哈里‧希拉科夫 - 迪米塔爾‧泰爾奇斯基 - 托米斯拉夫‧杜伊莫維奇 - 史迪維卡·利斯迪奇 - 拉多米爾·賈洛維奇 - 尼可拉‧杜林奇奇 - 米塔爾‧諾瓦科維奇 - 艾瑞克‧林卡 - 馬汀‧亞庫布科 - 卢卡·津科 亞洲 - 卷誠一郎 |

## 外部連結
- Official site （俄文）
- Russian Football Fans Forum[永久] （英文）
- RUSSIAN FOOTBALL PREMIER LEAGUE （英文）